# Da Geng
Da Geng (大庚; Dà Gēng) eller Tai Geng (太庚; Tài Gēng) eller Xiao Geng (小庚; Xiǎoi Gēng) var en kinesisk kung ur den forna Shangdynastin. Da Geng regerade under fem år, under 1400-talet f.Kr. I orakelbensskrifterna titulerades han Da Geng,, i Bambuannalerna Xiao Geng och i Shiji skrevs hans namn Tai Geng. Hans personnamn var Bian (辨)
Enligt Shiji och Bambuannalerna efterträdde Da Geng sin bror kung Wo Ding.  Enligt orakelbensskrifterna efterträdda han sin farbror kung Bu Bing. Kung Da Geng styrde riket från Bo.
Hans far var den tidigare kung Da Jia och hans båda söner Da Wu och Lü Ji blev efterföljande regenter. Enligt Shiji var även Xiao Jia son till Da Geng.
Efter sin död under sitt femte år som regent efterträddes Da Geng av sin son (eller bror) Xiao Jia.
Da Geng tillhörde Shangdynastins fem första regenterna i den raka släktlinjen som senare benämndes ’Större förfäder’ (大示). Detta gav honom den högsta statusen hos sina ättlingar som utövade stor förfädersdyrkan.